# پرچم یاقوتستان
پرچم یاقوتستان از جمهوری‌های خودمختار روسیه با تناسب ۱:۲ در تاریخ ۱۴ اکتبر ۱۹۹۲ پدیرفته شد.

## مشخصات
این پرچم متشکل از ۴ نوار افقی غیر هم‌اندازه به‌رنگ‌های آبی کمرنگ، سفید، سرخ و سبز است که به ترتیب از بالا به پایین قرار گرفته‌اند. نوار آبی‌رنگ واقع در قسمت بالای پرچم سه چهارم عرض آن را در برمی‌گیرد و دایرهٔ سفیدرنگی به قطر دوپنجم عرض پرچم در میان آن قرار دارد. نوارهای سفید و سرخ‌رنگ یک شانزدهم و نوار سبزرنگ نیز یک‌هشتم عرض پرچم را در اختیار خود دارند.

## نمادشناسی
دایرهٔ سفیدرنگ نماد خورشید شمالی است و نوار آبی نشانهٔ آسمان است. نوار سفیدرنگ نماد برف و نوار سبزرنگ نماد چشم‌انداز تایگاست و نوار سرخ‌رنگ به نشانهٔ شجاعت و پایداری مردم انتخاب شده است.

## پرچم‌های پیشین

پرچم جمهوری خودمختار سوسیالیستی یاقوت شوروی، ۱۹۵۴-۱۹۷۸
پرچم جمهوری خودمختار سوسیالیستی یاقوت شوروی، ۱۹۷۸-۱۹۸۲
پرچم جمهوری خودمختار سوسیالیستی یاقوت شوروی، ۱۹۸۲-۱۹۹۱